# Michael Ashcroft Stadium
Michael Ashcroft Stadium – stadion piłkarski w belizeńskiej wsi Independence, w dystrykcie Stann Creek. Obiekt może pomieścić 2 000 widzów, a swoje mecze rozgrywa na nim drużyna Altitude FC.
W przeszłości był domowym obiektem m.in. klubów Boca FC, Texmar United i Georgetown Ibayani FC.